# Breiz Atao
„Breiz Atao”, bądź „Breizh Atao” („Bretania na Zawsze”) – bretońskie czasopismo nacjonalistyczne wydawane w okresie międzywojennym we francuskiej Bretanii.
Czasopismo zostało założone na przełomie 1918/1919 r. przez grupę bretońskich działaczy zafascynowanych irlandzką walką o niepodległość, zapoczątkowaną przez powstanie wielkanocne w Dublinie w 1916 r. Należeli do nich Camille Le Mercier d’Erm, Job Loyant, Morvan Marchal i Job de Roincé. Założyli oni Grupę Regionalistów Bretońskich pod przewodnictwem Joba Breiza. Dołączyli do nich wkrótce młodzi intelektualiści bretońscy Yann Bricler, Olier Mordrel i François Debauvais, którzy z czasem przejęli główną rolę. 
Pierwszy numer „Breiz Atao” wyszedł w styczniu 1919 r. Początkowo czasopismo przedstawiało głównie kulturalne aspekty Bretanii, lecz szybko stało się forum bretońskich działaczy separatystycznych. Zaadaptowano ideologię panceltycką. Redakcja pisma zorganizowała kongres we wrześniu 1927 r. w miejscowości Rosporden, na którym zostało ogłoszone utworzenie Partii Autonomistów Bretońskich (PAB). Na jej pierwszym spotkaniu Maurice Duhamel objął stanowisko redaktora naczelnego „Breiz Atao”.
Na zjeździe PAB 11 kwietnia 1931 r. partia podzieliła się na kilka frakcji. W tej sytuacji „Breiz Atao” przestało być jej organem prasowym. 27 grudnia tego roku w miejscowości Landerneau miał miejsce kongres założycielski Bretońskiej Partii Narodowej (PNB). Uczestniczyli w nim O. Mordrel i F. Debauvais. W marcu 1933 r. na łamach „Breiz Atao” O. Mordrel i F. Debauvais opublikowali program polityczny PNB, w którym zaproponowali konstytucję dla niepodległego państwa bretońskiego, któremu Francja powinna przekazać część swoich zasobów przemysłowych, naukowych, kulturalnych itd., w tym kolonii zamorskich. Granice Bretanii miały być określone przez plebiscyt. Jej ustrój miał się opierać na katolickich zasadach solidarności społecznej, a podstawę systemu gospodarczego miały stanowić rodzinne gospodarstwa rolne i małe przedsiębiorstwa. Robotnicy mieli mieć prawo zrzeszania się w związki zawodowe. Prawa publiczne należałyby jedynie do Bretończyków. Działacze PNB postulowali pozbawienie obywatelstwa nowego państwa obcokrajowców i osoby mieszanej rasy. Władze miały dbać o zdrowie fizyczne i moralne Bretończyków. Pojawiły się w ten sposób wątki rasistowskie. 
Po upadku Francji w wyniku ataku wojsk niemieckich w miejscowości Pontivy w lipcu 1940 r. doszło do zjazdu PNB, na którym O. Mordrel i F. Debeauvis zdecydowali o zakończeniu wydawania „Breiz Atao”. Zastąpiło je nowe czasopismo „L’Heure Bretonne”.